# Erbazzone
L'erbazzone o anche detto scarpazzone, (scarpasòun in dialetto reggiano) è una specialità gastronomica reggiana, a base di bietola. Nella sua preparazione, le famiglie contadine più umili usavano anche il fusto bianco, cioè la scarpa, della bietola, da cui il nome dialettale. L'erbazzone è quindi di stagione da fine giugno ai Santi, il periodo di crescita delle bietole, pur essendo reperibile tutto l'anno nelle panetterie di Reggio Emilia e provincia.

## Descrizione
L'erbazzone in pratica è una torta salata composta da un fondo di pasta (detta foieda), ripieno per due centimetri con un impasto di bietole lesse (a volte unite con spinaci lessi), scalogno, cipolla, aglio e molto Parmigiano Reggiano. Viene poi richiuso con un altro strato di pasta cosparso di lardelli o pezzetti di pancetta e punzecchiato con la forchetta.
Variazioni recenti prevedono l'uso della pasta sfoglia o pasta brisée, e della ricotta vaccina nell'impasto.
Derivano dall'erbazzone le chizze salate, diffuse nel reggiano, e gli erbazzoncini. Le prime sono dei quadretti di pasta sfoglia cotta al forno con il medesimo ripieno dell'erbazzone, i secondi sono delle piccole losanghe di pasta, ripiene con lo stesso impasto dell'erbazzone e fritte nello strutto, molto simili allo gnocco fritto.

## L'erbazzone montanaro
Ne esiste una versione chiamata erbazzone montanaro che si cucina nella zona di Castelnovo ne' Monti-Carpineti dove l'impasto viene addizionato con il riso.
L'erbazzone montanaro, più alto di spessore, non viene ricoperto in superficie se non talvolta da una spennellata di glassa d'uovo o da una spolverata di granelli di zucchero. Questo prodotto di pianura arrivò in montagna portato dalle mondine che dall'appennino si spostavano nella "bassa" da marzo ad ottobre a liberare le risaie dalle erbacce. Per ogni giorno di lavoro ricevevano un kg di riso. Da alcuni anni a Carpineti si tiene in estate una manifestazione denominata "Scarpazzone in forma" per celebrare il tipico erbazzone montanaro con il riso.